# Lactobacillus rhamnosus
Lactobacillus rhamnosus, Lactobacillus GG – probiotyczna bakteria uważana dawniej za podgatunek L. casei, ale późniejsze badania genetyczne dowiodły, że jest oddzielnym gatunkiem. L. rhamnosus hamuje rozwój większości szkodliwych bakterii w jelicie. Należy do bakterii Gram dodatnich. Jest używany jako naturalny środek konserwujący w jogurtach i innych produktach mlecznych przedłużający ich okres przydatności do spożycia. Niektóre badania przeprowadzone in vivo wykazały korzystne skutki ich działania w układzie
pokarmowym. Mimo to wykazano, że w pewnych okolicznościach L. rhamnosus może być patogenem.

## Lactobacillus rhamnosus GG (ATCC 53103)
Lactobacillus rhamnosus GG (ATCC 53103), zwany także jako Lactobacillus GG albo LGG, jest szczepem, który po raz pierwszy został wyizolowany w 1983 roku z przewodu pokarmowego zdrowego człowieka, a 17 kwietnia 1985 roku Sherwood Gorbach i Barry Goldin złożyli wniosek patentowy. To właśnie od pierwszych liter ich nazwisk pochodzi nazwa „GG”. Patent odnosi się do szczepu Lactobacillus acidophilus GG, któremu w Amerykańskiej Kolekcji Rodzajów Kultur nadano numer 53103. Później został on przekwalifikowany jako szczep Lactobacillus rhamnosus.
W twierdzeniu patentowym znajduje się informacja, że szczep jest odporny na kwasy żółciowe i wykazuje duże powinowactwo do ludzkich komórek śluzówki jelita, dzięki czemu ma zdolność kolonizowania przewodu pokarmowego. Wytwarza również kwas mlekowy.
Od momentu jego odkrycia szczep został bardzo dokładnie przebadany pod kątem korzyści zdrowotnych. Dzięki temu jest najlepiej przebadanym szczepem bakterii probiotycznych. Poświęconych mu zostało ponad 800 badań naukowych. Zdekodowano także sekwencję genomu Lactobacillus rhamnosus GG (ATCC 53103).

## Badania medyczne i wykorzystanie
Zakłada się, że Lactobacillus rhamnosus GG ma zdolność przeżywania w przewodzie pokarmowym i kolonizowania go, dzięki czemu przywraca równowagę mikroflory jelitowej. Istnieją jednak dowody, że działanie to jest przemijające i LGG nie jest gatunkiem autochtonicznym. Mimo wszystko zakłada się, że szczep ten jest bardzo użyteczny i pomaga w leczeniu różnych chorób, ponieważ działa na różnych poziomach. Niestety, większość mechanizmów nie jest do końca znana.

### Biegunka
Wykazano korzystny wpływ Lactobacillus rhamnosus GG w profilaktyce biegunki rotawirusowej. Zdolność zapobiegania i leczenia różnych rodzajów biegunki wykazano zarówno u dzieci, jak i dorosłych. W szczególności wykazano skuteczność Lactobacillus rhamnosus w zapobieganiu biegunki związanej ze stosowaniem antybiotyków. Lactobacillus rhamnosus może być suplementowany w celu prewencji wystąpienia biegunek podróżnych. Stosowany także w zapobieganiu biegunkom u dzieci niedożywionych, szczególnie niekarmionych piersią.

### Nadwaga i otyłość
Metaanaliza przeprowadzona przez Mekkesa, Weenena, Brummera i Claassena wykazała, że Lactobacillus rhamnosus ATCC 53103 może być pomocny w leczeniu otyłości, ponieważ prowadzi do zmniejszania masy ciała. Podobne wyniki uzyskano w badaniach przeprowadzonych przez Ilmonena i innych. Wykazano w nich, że LGG może być środkiem zapobiegającym i leczącym otyłość. Badania przeprowadzone na myszach sugerują dodatkowo, że LGG może poprawiać wrażliwość na insulinę i zmniejszać akumulację tłuszczu. Badania przeprowadzone przez Luoto i innych wykazały dodatkowo, że wczesna modulacja mikroflory jelitowej za pomocą szczepu LGG może zapobiegać nadmiernej masie ciała w ciągu pierwszych lat życia dziecka w przypadku, gdy matka przyjmowała probiotyk w czasie ciąży. Dodatkowo u kobiet tych zmniejszyło się o 13% ryzyko zachorowania na cukrzycę ciążową, która wiąże się z nadmierną masą ciała. Sanchez i in. wykazali korzystny wpływ Lactobacillus rhamnosus na odczuwanie apetytu i sposób spożywania pokarmu w przebiegu realizacji programu zmniejszania otyłości.
Z tego powodu szczep ten został zgłoszony do opatentowania jako środek przeciwko otyłości. Numer zgłoszenia patentowego to: EP20120189236.

### Zakażenia układu oddechowego
LGG zmniejsza ryzyko zakażeń dróg oddechowych u dzieci.

### Atopowe zapalenie skóry
Wykazano również potencjał w profilaktyce i leczeniu pierwotnego atopowego zapalenia skóry, ale wyniki badań interwencyjnych nie są jednoznaczne. Badanie kliniczne trwające 7 lat wykazało, że LGG jest przydatny w zapobieganiu atopowemu zapaleniu skóry u dzieci w grupie wysokiego ryzyka alergii.

### Przepuszczalność jelitowa
L. rhamnosus GG zmniejsza przepuszczalność jelitową u dzieci, które cierpią na zespół jelita drażliwego i przeciwdziała przepuszczalności jelitowej wywołanej przez alkohol.

### VRE
W 2005 roku po raz pierwszy z powodzeniem zastosowano LGG do eliminacji nosicielstwa enterokoków wankomycynoopornych u pacjentów z chorobami nerek.

### Niepokój
Badania opublikowane 29 sierpnia 2011 w Proceedings of the National Academy of Sciences wykazały, że LGG może mieć wpływ na receptory neuroprzekaźników GABA. Myszy, które karmione były tym szczepem odczuwały mniej niepokoju i miały inny poziom hormonów stresu niż myszy, których pokarm nie zawierał tego szczepu.

## Ryzyko
Stosowanie L. rhamnosus GG w niektórych grupach ryzyka, przede wszystkim u osób o obniżonej odporności oraz niemowląt, w bardzo rzadkich przypadkach może prowadzić do sepsy. Spożycie LGG jest jednak uważane za bezpieczne, a dane przedstawione w Finlandii wskazują, że nawet znaczny wzrost przyjmowania LGG nie doprowadził do zwiększenia liczby przypadków bakteriemii.